# Mozartstraße 23 (Bernburg)

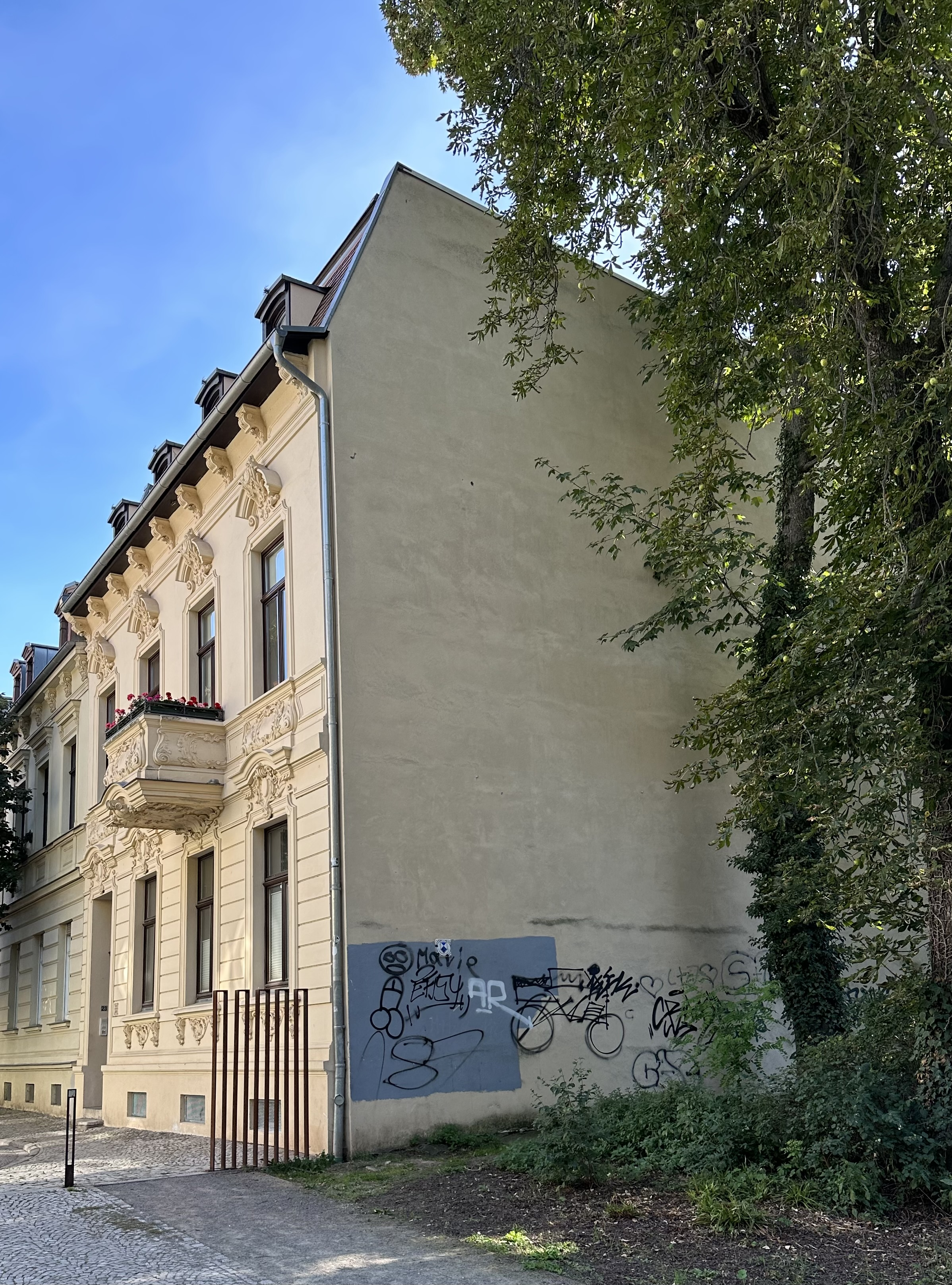
Mozartstraße 23, 2023

Die Mozartstraße 23 ist ein denkmalgeschütztes Wohnhaus in Bernburg (Saale) in Sachsen-Anhalt.

## Lage
Das Gebäude befindet sich am nordwestlichen Ende der Mozartstraße, unmittelbar an der Südseite des Parks Alte Bibel.

## Architektur und Geschichte
Das zweigeschossige Wohnhaus entstand als verputzter Ziegelbau in der Zeit nach 1900. Die vierachsige Fassade ist aufwendig im Stil des Historismus mit neobarockem Dekor verziert. Im Obergeschoss befindet sich vor der dritten Achse ein Balkon.
Im Denkmalverzeichnis des Landes Sachsen-Anhalt ist das Wohnhaus unter der Erfassungsnummer 094 60707 als Baudenkmal verzeichnet.
Das Gebäude gilt in seiner weitgehend unveränderten Form und der markanten Lage als in besonderem Maße prägend für das Straßenbild.